# Pic dels Gorgs (Castell de Vernet)
El Pic dels Gorgs és una muntanya de 2.636,8 metres del terme comunal de Castell de Vernet, de la comarca del Conflent, a la Catalunya del Nord.
Es troba en el centre del sector més sud-oriental del terme de Castell de Vernet, al nord de la Portella dels Tres Vents i a llevant de la Portella de Leca. És just a l'est de Coma Mitjana i al sud dels Estanyols.